# Novofedorivka
|  | Per a altres significats, vegeu «Novofedorivka (Djankoi)». |

Novofedorivka (en ucraïnès: Новофедорівка; en tàrtar de Crimea: Novofödorovka i en rus: Новофёдоровка, Novofiódorovka) és un assentament de tipus urbà de la República Autònoma de Crimea a Ucraïna que es va crear el 1992 i posseeix una base aèria militar. Es troba a la costa occidental de la mar Negra, a la península de Crimea i tenia 5.610 habitants el 2014.
Se situa a uns 3 quilòmetres al sud del centre regional de Saki, i uns 70km al nord de Sebastopol. Antigament una base de l'Aviació Naval Soviètica, coneguda com a "Saky-4", va passar sota el control de l'exèrcit d'Ucraïna quan es va desintegrar la Unió Soviètica. Va ser capturat per les tropes russes sense resistència el 22 de març de 2014, durant la invasió de Crimea.
La base és utilitzada pel 43è Regiment d'Aviació d'Assalt Naval Independent de Rússia que hi opera els avions Su-24M/MR i Su-30SM.
L'indret esdevingué famós internacionalment després del bombardament que van fer les Forces Armades d'Ucraïna el 10 d'agost del 2022, destruint-hi molts avions, en el marc de la invasió russa d'Ucraïna del 2022.